# Vagli Sotto
Vagli Sotto és un comune (municipi) de la província de Lucca, a la regió italiana de la Toscana, situat uns 90 km al nord-oest de Florència i uns 35 km al nord-oest de Lucca. L'1 de gener de 2018, la seva població era de 930 habitants.
Limita amb els municipis de Camporgiano, Careggine, Massa, Minucciano i Stazzema.

## Llocs d'interès
- El llac de Vagli, creat per una presa l'any 1947.
- Poble sumergit de Fabbriche di Careggina, inundat per la presa.
- Pont Morandi. És una passarel·la de vianants de 122 metres de longitud.
- Església romànica de San Regolo.

## Evolució demogràfica
| Gràfica d'evolució demogràfica de Vagli Sotto entre 1861 i |
|                                                            |
| Font: ISTAT - Elaboració gràfica de Viquipèdia             |